# Pablo Pagis
Pour les articles homonymes, voir Pagis.
Pablo Pagis, né le 29 décembre 2002 à Montbéliard, en France, est un footballeur français qui évolue au poste d'avant-centre au FC Lorient.

## Biographie

### En club
Né à Montbéliard, en France, Pablo Pagis commence le football à l'US Pont-Péan avant de rejoindre le Stade rennais FC, où il est formé pendant six ans. Il rejoint ensuite le FC Lorient en 2018. Il signe son premier contrat professionnel avec les Merlus le 24 décembre 2021.
En janvier 2022 il est convoqué pour la première fois avec le groupe professionnel par l'entraîneur Christophe Pélissier pour un match face au FC Nantes. Il n'entre toutefois pas en jeu lors de ce match perdu par Lorient (4-2 score final).
Le 5 août 2022 il prolonge son contrat au FC Lorient jusqu'en juin 2026.
Pas dans les plans du nouvel entraîneur du FC Lorient, Régis Le Bris, pour la saison à venir, Pablo Pagis est alors prêté le 31 août 2022 au Nîmes Olympique, club évoluant alors en Ligue 2,.
Pagis inscrit son premier but en professionnel le 29 octobre 2022, lors d'une rencontre de coupe de France contre le FC Borgo. Il est titulaire et participe à la victoire de son équipe par trois buts à zéro. Il marque ses deux premiers buts en championnat le même jour, le 28 janvier 2023 contre les Chamois niortais. Titularisé dans un rôle de second attaquant derrière Malik Tchokounté, il participe à la victoire des siens avec ses deux buts (3-2 score final),.
De retour au FC Lorient pour la saison 2024-2025, Pablo Pagis est propulsé titulaire. Le 19 septembre 2024, il signe un nouveau contrat avec les Merlus, le liant au club jusqu'en juin 2027.

## Vie privée
Pablo Pagis est le fils de l'ancien footballeur français Mickaël Pagis,.

## Statistiques
| Saison                | Club                   | Championnat           | Championnat | Championnat | Championnat | Coupe(s) nationale(s) | Coupe(s) nationale(s) | Coupe(s) nationale(s) | Total | Total | Total |
| Saison                | Club                   | Division              | M.          | B.          | P.d.        | M.                    | B.                    | P.d.                  | M.    | B.    | P.d.  |
| 2023-2024             | FC Lorient             | Ligue 1               | 3           | 0           | 0           | -                     | -                     | -                     | 3     | 0     | 0     |
| 2024-2025             | FC Lorient             | Ligue 2               | 26          | 4           | 5           | 2                     | 1                     | 2                     | 28    | 5     | 7     |
| 2025-2026             | FC Lorient             | Ligue 1               | -           | -           | -           | -                     | -                     | -                     | 0     | 0     | 0     |
| Sous-total            | Sous-total             | Sous-total            | 29          | 4           | 5           | 2                     | 1                     | 2                     | 31    | 5     | 7     |
| 2022-2023             | Nîmes Olympique (prêt) | Ligue 2               | 32          | 5           | 3           | 3                     | 3                     | 0                     | 35    | 8     | 3     |
| 2023-2024             | Stade lavallois (prêt) | Ligue 2               | 16          | 4           | 1           | 2                     | 0                     | 0                     | 18    | 4     | 1     |
| Total sur la carrière | Total sur la carrière  | Total sur la carrière | 77          | 13          | 9           | 7                     | 4                     | 2                     | 84    | 17    | 11    |

## Palmarès
FC Lorient
- Ligue 2 (1) :
  - Champion : 2025